# Kremljologija
Kremljologija (tudi kremlinologija) je veda, ki se ukvarja s preučevanjem in poročanjem politikov in politike Sovjetske zveze. Izraz sovjetologija se splošneje nanaša na preučevanje politike Sovjetske zveze in nekdanjih komunističnih držav, a sta se izraza do razpada Sovjetske zveze uporabljala sopomensko. Za ustanovitelja kremljologije velja Aleksandra Zinovjeva. Beseda izvira iz besede 'Kremelj', ki označuje sedež nekdanje sovjetske vlade in sedanje ruske vlade. Oseba, ki se strokovno oziroma akademsko ukvarja s kremljologijo se imenuje kremljolog. Termin se občasno napačno uporablja za izvedence ruskega prava ali pa za tranzitologe, ki preučujejo pravne, gospodarske in socialne vidike spremembe komunizma v prosti trg.

## Zgodovina
V akademski sovjetologiji je po drugi svetovni vojni prevladal 'totalitarni model' Sovjetske zveze, ki je izhajal iz absolutistične narave Josipa Stalina. Totalitarni sistem je kot prvi v 50. letih 20. stoletja izpostavil politolog Carl Joachim Friedrich, ki je trdil, da so Sovjetska zveza in druge komunistične države totalitarni sistemi, Stalin pa da je predstavljal skoraj neomejeno moč velikega vodje ter kult osebnosti.
V 60. letih 20. stoletja se je začela t.i. 'revizionistična šola', ki se je osredotočala na neodvisne inštitucije, ki bi lahko vplivale na poltiko na višjem nivoju. Zgodovinar Matt Lenoe je revizionistično šolo opisal kot strujo, ki zanika predpostavko, da je Sovjetska zveza avtoritarna država, ki si želi svetovne nadvlade ter jo označuje za napačno ali preveč poenostavljeno. Privrženci šole so se navadno zanimali za socialno zgodovino ter trdili, da se je moralo vodstvo Komunistične partije prilagoditi socialnim razmeram. Privrženci revizionistične šole so bili najbolj dejavni v sovjetskih arhivih, zgodovinarji, kot sta J. Arch Getty in Lynne Viola, pa sta najbolj izpodbijala totalitarni pristop k sovjetski zgodovini.

## Tehnike
Med hladno vojno je pomanjkanje zanesljivih informacij Zahod prisililo v analiziranje podrobnosti kot so zamenjave portretov, razporeditve sedežnega reda za vojaške parade ipd., ki so jim namigovale o delovanju sovjetske politike. 
Kremljologi za preučevanje odnosov z ostalimi komunističnimi državami preučujejo izjave posameznih Komunističnih partij ter pri tem iščejo razne omilitve in razlike v posameznih odredbah. Preučujejo tudi opise državniških obiskov ter gostoljubje do posamičnih poslanikov tujih držav. Preučuje tudi rituale in pripisuje pomene nenavadnim odsotnostim političnih izjav ob danih praznikih in obletnicah.
V nemščini se pojavlja izraz Kreml-Astrologie (dob. »kremeljska astrologija«), ki nakazuje na dejstvo, da so bila predvidevanja analitikov pogosto nenatančna in dvoumna ali celo napačna.
Izraz 'kremljologija' se uporablja tudi za vedo, ki preučuje politiko današnje Ruske federacije. Čeprav Sovjetska zveza ne obstaja več, pa se za nekatere druge države s skrivnostnim vodstvom, kot je Severna Koreja, še vedno uporablja kremljološke tehnike. Takšna preučevanja se občasno imenujejo 'pjongjangologija'.